# Standleya
Standleya là một chi thực vật có hoa trong họ Thiến thảo (Rubiaceae).

## Loài
Chi Standleya gồm các loài: